# Brazilian Romance
| Оценки критиков               | Оценки критиков |
| Источник                      | Оценка          |
| ----------------------------- | --------------- |
| AllMusic                      | [ 1 ]           |
| Encyclopedia of Popular Music | [ 2 ]           |

Brazilian Romance — студийный альбом американской певицы Сары Воан, выпущенный в 1987 году на лейбле Columbia Records. Последний студийный альбом исполнительницы в карьере.
Запись альбома проходила на различных студиях в США и Бразилии в январе—феврале 1987 года. В его записи участвовали известные музыканты — Джордж Дюк (клавишные, аранжировки), Паулинью да Коста (ударные), Дори Каимми (гитара) и другие. Продюсером выступил Сержиу Мендес.
Это уже третий альбом Воан, посвящённый бразильской музыке, предыдущие — I Love Brazil! (1977) и Copacabana (1979).
За запись данного альбома на 30-й церемонии «Грэмми» исполнительница получила номинацию в категории «лучшее женское вокальное джазовое исполнение».

## Список композиций
| №                   | Название                      | Автор(ы)                                        | Длительность |
| ------------------- | ----------------------------- | ----------------------------------------------- | ------------ |
| 1.                  | «Make This City Ours Tonight» | Трейси Манн, Милтон Насименту                   | 2:57         |
| 2.                  | «Romance»                     | Данило Каимми, Трейси Манн, Пауло Сезар Пинейру | 3:30         |
| 3.                  | «Love and Passion»            | Трейси Манн, Пауло Сезар Пинейру                | 3:58         |
| 4.                  | «So Many Stars»               | Мэрилин Бергман, Алан Бергман, Сержиу Мендес    | 4:07         |
| 5.                  | «Photograph»                  | Дори Каимми, Трейси Манн, Пауло Сезар Пинейру   | 2:31         |
| 6.                  | «Nothing Will Be as It Was»   | Роналду Бастос, Милтон Насименту, Рене Винсент  | 4:44         |
| 7.                  | «It’s Simple»                 | Дори Каимми, Трейси Манн, Пауло Сезар Пинейру   | 2:58         |
| 8.                  | «Obsession»                   | Дори Каимми, Трейси Манн, Жилтон Беранцентта    | 3:09         |
| 9.                  | «Wanting More»                | Фернанду Лепораче, Трейси Манн                  | 3:54         |
| 10.                 | «Your Smile»                  | Дори Каимми, Пауло Сезар Пинейру, Ина Волф      | 3:08         |
| Общая длительность: | Общая длительность:           | Общая длительность:                             | 34:56        |

## Чарты
| Чарт (1987)                                   | Высшая позиция |
| --------------------------------------------- | -------------- |
| США (Billboard Traditional Jazz Albums Chart) | 4              |